# Copa Libertadores 2024
Die Copa Libertadores 2024, offiziell auch Copa Conmebol Libertadores 2024, war die 65. Ausspielung des wichtigsten südamerikanischen Fußballwettbewerbs für Vereinsmannschaften. Der Wettbewerb wurde vom südamerikanischen Fußballverband CONMEBOL organisiert. In der Saison nahmen insgesamt 47 Mannschaften teil, darunter Titelverteidiger Fluminense FC aus Brasilien und der Sieger der Copa Sudamericana 2023 LDU Quito aus Ecuador. Das Turnier begann am 6. Februar 2024 mit der Qualifikationsrunde und endete am 30. November 2024. Der brasilianische Klub Botafogo aus Rio de Janeiro gewann zum ersten Mal in seiner Vereinsgeschichte den Pokal.
Für das Endspiel wählte die CONMEBOL das Estadio Mâs Monumental in der argentinische Hauptstadt Buenos Aires aus. Mit über 84.000 Plätzen ist es das größte Fußballstadion Südamerikas. Seit 2019 wird die Copa Libertadores in einem Endspiel ohne Hin- und Rückspiel entschieden.
Der Sieger Botafogo qualifizierte sich für die Recopa Sudamericana, den FIFA-Interkontinental-Pokal 2024 und die FIFA-Klub-Weltmeisterschaft 2025 in den Vereinigten Staaten.

## Teilnehmende Mannschaften
Die folgenden Mannschaften nahmen an der Copa Libertadores 2024 teil.
- Copa Libertadores 2023 Sieger
- Copa Sudamericana 2023 Sieger
- Brasilien: 7 Startplätze
- Argentinien: 6 Startplätze
- Alle anderen Verbände: 4 Startplätze

Für die Gruppenphase direkt qualifiziert waren 28 Klubs:
- Copa Libertadores 2023 Sieger
- Copa Sudamericana 2023 Sieger
- Argentinien und Brasilien: die besten fünf Mannschaften der Länder-Qualifikation
- Alle anderen Verbände: die besten zwei Mannschaften der Länder-Qualifikation

Für die zweite Qualifikationsrunde qualifiziert waren 13 Klubs:
- Argentinien: der Platz sechs der Länder-Qualifikation
- Brasilien: die Plätze sechs und sieben der Länder-Qualifikation
- Chile und Kolumbien: die Plätze drei und vier der Länder-Qualifikation
- Alle anderen Verbände: die Plätze drei der Länder-Qualifikation

Für die erste Qualifikationsrunde qualifiziert waren 6 Klubs:
- der vierte Platz aus der Länder-Qualifikation von Bolivien, Ecuador, Paraguay, Peru, Uruguay und Venezuela

| Land                        | Verein                        | Qualifikationsgrund                                               | Ergebnis      |
| --------------------------- | ----------------------------- | ----------------------------------------------------------------- | ------------- |
| Argentinien 6 Startplätze   | River Plate                   | Primera División Sieger 2023                                      | Halbfinale    |
| Argentinien 6 Startplätze   | Rosario Central               | Copa de la Liga Profesional Sieger 2023                           | Gruppenphase  |
| Argentinien 6 Startplätze   | Estudiantes de La Plata       | Copa Argentina Sieger 2023                                        | Gruppenphase  |
| Argentinien 6 Startplätze   | Club Atlético Talleres        | Bestes noch nicht qualifiziertes Team der Gesamttabelle 2023      | Achtelfinale  |
| Argentinien 6 Startplätze   | CA San Lorenzo                | Zweitbestes noch nicht qualifiziertes Team der Gesamttabelle 2023 | Achtelfinale  |
| Argentinien 6 Startplätze   | CD Godoy Cruz (Q-2)           | Drittbestes noch nicht qualifiziertes Team der Gesamttabelle 2023 | Q-2           |
| Bolivien 4 Startplätze      | Club The Strongest            | Sieger 2023                                                       | Achtelfinale  |
| Bolivien 4 Startplätze      | Club Bolívar                  | Zweiter der Liga Profesional Boliviano 2023                       | Achtelfinale  |
| Bolivien 4 Startplätze      | Club Always Ready (Q-2)       | Dritter der Liga Profesional Boliviano 2023                       | Q-3           |
| Bolivien 4 Startplätze      | Club Aurora (Q-1)             | Vierter der Liga Profesional Boliviano 2023                       | Q-2           |
| Brasilien 7 + 1 Startplätze | Fluminense FC                 | Copa Libertadores 2023 Sieger                                     | Viertelfinale |
| Brasilien 7 + 1 Startplätze | SE Palmeiras                  | Meister Série A 2023                                              | Achtelfinale  |
| Brasilien 7 + 1 Startplätze | FC São Paulo                  | Copa do Brasil 2023 Sieger                                        | Viertelfinale |
| Brasilien 7 + 1 Startplätze | Grêmio FBPA                   | Vizemeister Série A 2023                                          | Achtelfinale  |
| Brasilien 7 + 1 Startplätze | Atlético Mineiro              | Dritter Série A 2023                                              | Finale        |
| Brasilien 7 + 1 Startplätze | CR Flamengo                   | Vierter Série A 2023                                              | Viertelfinale |
| Brasilien 7 + 1 Startplätze | Botafogo FR (Q-2)             | Fünfter Série A 2023                                              | Sieger        |
| Brasilien 7 + 1 Startplätze | Red Bull Bragantino (Q-2)     | Sechster Série A 2023                                             | Q-3           |
| Chile 4 Startplätze         | CD Huachipato                 | Meister 2023                                                      | Gruppenphase  |
| Chile 4 Startplätze         | CD Cobresal                   | Zweiter Primera División 2023                                     | Gruppenphase  |
| Chile 4 Startplätze         | CSD Colo-Colo (Q-2)           | Dritter Primera División 2023                                     | Viertelfinale |
| Chile 4 Startplätze         | CD Palestino (Q-2)            | Vierter Primera División 2023                                     | Gruppenphase  |
| Ecuador 4 + 1Startplätze    | LDU Quito                     | Copa Sudamericana 2023 Sieger                                     | Gruppenphase  |
| Ecuador 4 + 1Startplätze    | Independiente del Valle       | Vizemeister 2023                                                  | Gruppenphase  |
| Ecuador 4 + 1Startplätze    | Barcelona Sporting Club       | Bestes nicht qualifiziertes Team aus der Gesamttabelle 2023       | Gruppenphase  |
| Ecuador 4 + 1Startplätze    | CD El Nacional (Q-2)          | Zweitbestes nicht qualifiziertes Team aus der Gesamttabelle 2023  | Q-2           |
| Ecuador 4 + 1Startplätze    | SD Aucas (Q-1)                | Drittbestes nicht qualifiziertes Team aus der Gesamttabelle 2023  | Q-1           |
| Kolumbien 4 Startplätze     | Millonarios FC                | Meister der Apertura 2023                                         | Gruppenphase  |
| Kolumbien 4 Startplätze     | Atlético Junior               | Meister der Finalización 2023                                     | Achtelfinale  |
| Kolumbien 4 Startplätze     | Rionegro Águilas (Q-2)        | Bestes nicht qualifiziertes Team aus der Gesamttabelle 2023       | Q-2           |
| Kolumbien 4 Startplätze     | Atlético Nacional (Q-2)       | Sieger der Copa Colombia 2023                                     | Q-2           |
| Paraguay 4 Startplätze      | Club Libertad                 | Meister der Apertura und Clausura 2023                            | Gruppenphase  |
| Paraguay 4 Startplätze      | Club Cerro Porteño            | Bestes nicht qualifiziertes Team aus der Gesamttabelle 2023       | Gruppenphase  |
| Paraguay 4 Startplätze      | Sportivo Trinidense (Q-2)     | Zweitbestes nicht qualifiziertes Team aus der Gesamttabelle 2023  | Q-3           |
| Paraguay 4 Startplätze      | Club Nacional (Q-1)           | Copa Paraguay Drittplatzierter 2023                               | Q-3           |
| Peru 4 Startplätze          | Universitario de Deportes     | Meister Primera División 2023                                     | Gruppenphase  |
| Peru 4 Startplätze          | Alianza Lima                  | Vizemeister Primera División 2023                                 | Gruppenphase  |
| Peru 4 Startplätze          | Sporting Cristal (Q-2)        | Dritter Primera División 2023                                     | Q-2           |
| Peru 4 Startplätze          | FBC Melgar (Q-1)              | Vierter Primera División 2023                                     | Q-1           |
| Uruguay 4 Startplätze       | Liverpool Montevideo          | Meister 2023                                                      | Gruppenphase  |
| Uruguay 4 Startplätze       | Peñarol Montevideo            | Vizemeister Primera División 2023                                 | Halbfinale    |
| Uruguay 4 Startplätze       | Nacional Montevideo (Q-2)     | Dritter Primera División 2023                                     | Achtelfinale  |
| Uruguay 4 Startplätze       | Defensor Sporting Club (Q-1)  | Vierter Primera División 2023                                     | Q-1           |
| Venezuela 4 Startplätze     | Deportivo Táchira FC          | Meister Primera División 2023                                     | Gruppenphase  |
| Venezuela 4 Startplätze     | FC Caracas                    | Vizemeister Primera División 2023                                 | Gruppenphase  |
| Venezuela 4 Startplätze     | Portuguesa FC (Q-2)           | Dritter Primera División 2023                                     | Q-2           |
| Venezuela 4 Startplätze     | Academia Puerto Cabello (Q-1) | Vierter Primera División 2023                                     | Q-2           |

## Termine
| Runde                  | Hinspiele | Rückspiele                       |
| ---------------------- | --- | -------------------------------- |
| 1. Qualifikationsrunde | 6. bis 8. Februar 2024 | 13. bis 15. Februar 2024         |
| 2. Qualifikationsrunde | 20. bis 22. Februar 2024 | 27. Februar bis 29. Februar 2024 |
| 3. Qualifikationsrunde | 5. bis 7. März 2024 | 12. bis 14. März 2024            |
| Gruppenphase           | 1. Spieltag: 2. bis 4. April 2024 2. Spieltag: 9. bis 11. April 2024 3. Spieltag: 23. bis 25. April 2024 4. Spieltag: 7. bis 9. Mai 2024 5. Spieltag: 14. bis 16. Mai 2024 6. Spieltag: 30. bis 30. Mai 2024 |                                  |
| Achtelfinale           | 13. bis 15. August 2024 | 20. bis 22. August 2024          |
| Viertelfinale          | 17. bis 19. September 2024 | 24. bis 26. September 2024       |
| Halbfinale             | 22. bis 24. Oktober 2024 | 29. bis 31. Oktober 2024         |
| Finale                 | 30. November 2024 |                                  |

## Qualifikationsrunden
Die Qualifikationsrunde fand in drei Stufen statt. Das erstgenannte Team hatte im Hinspiel Heimrecht, das zweite im Rückspiel.

### Auslosung Qualifikation
Die Auslosungen für die Spiele in der Qualifikationsrunden fanden am 19. Dezember 2023 im CONMEBOL Convention Center in Luque, Paraguay, statt. Die Teams wurden gemäß ihrem CONMEBOL-Ranking in der Copa Libertadores gesetzt.
Ausgelost wurden die erste und zweite Qualifikationsrunde sowie die Gruppenphase. Für die dritte Runde der Qualifikation wurde keine Auslosung vorgenommen, die Paarungen wurden vorab festgelegt. Die in den Klammern angegebenen Zahlen sind das Ergebnis des CONMEBOL-Rankings.
Auslosung erste Qualifikationsrunde
Für die erste Qualifikationsrunde wurden sechs Mannschaften in drei Paarungen gezogen:
| Gesetzte Mannschaften                                          | Nicht gesetzte Mannschaften                                   |
| FBC Melgar (44) Defensor Sporting Club (66) Club Nacional (84) | SD Aucas (88) Academia Puerto Cabello (162) Club Aurora (243) |

Auslosung zweite Qualifikationsrunde
Für die zweite Qualifikationsrunde wurden acht Paarungen ermittelt. Dabei konnten Mannschaften aus denselben Mitgliedsverbänden nicht aufeinander treffen. Eine Ausnahme bildeten die Qualifikanten aus der ersten Runde. Da diese zum Zeitpunkt der Auslosung nicht feststanden, können sie in der zweiten Runde auf Mitglieder des eigenen Verbandes treffen.
| Gesetzte Mannschaften | Nicht gesetzte Mannschaften |
| Nacional Montevideo (5) Atlético Nacional (21) CSD Colo-Colo (26) Sporting Cristal (34) Red Bull Bragantino (41) Botafogo FR (49) CD Palestino (62) CD El Nacional (68) | CD Godoy Cruz (72) Club Always Ready (74) Portuguesa FC (119) Rionegro Águilas (187) Sportivo Trinidense (-) Qualifikant 1 Qualifikant 2 Qualifikant 3 |

### 1. Qualifikationsrunde
Die erste Qualifikationsrunde fand vom 6. bis 15. Februar 2024 statt.
| Datum      |                         | Gesamt          |                        | Hinspiel  | Rückspiel |
| ---------- | ----------------------- | --------------- | ---------------------- | --------- | --------- |
| 6.2./13.2. | Academia Puerto Cabello | 3:3 (4:2 i. E.) | Defensor Sporting Club | 3:2 (2:1) | 0:1 (0:1) |
| 7.2./14.2. | Club Aurora             | 2:1             | FBC Melgar             | 1:0 (1:0) | 1:1 (1:1) |
| 8.2./15.2. | SD Aucas                | 1:3             | Club Nacional          | 1:0 (0:0) | 0:3 (0:2) |

### 2. Qualifikationsrunde
Die zweite Qualifikationsrunde fand vom 20. bis 29. Februar 2024 statt.
| Datum       |                         | Gesamt          |                     | Hinspiel  | Rückspiel |
| ----------- | ----------------------- | --------------- | ------------------- | --------- | --------- |
| 20.2./27.2. | Rionegro Águilas        | 0:0 (3:4 i. E.) | Red Bull Bragantino | 0:0       | 0:0       |
| 20.2./27.2. | Club Always Ready       | 7:4             | Sporting Cristal    | 6:1 (1:1) | 1:3 (1:1) |
| 20.2./27.2. | Portuguesa FC           | 2:4             | CD Palestino        | 1:2 (1:2) | 1:2 (0:1) |
| 21.2./28.2. | Academia Puerto Cabello | 0:4             | Nacional Montevideo | 0:2 (0:2) | 0:2 (0:0) |
| 21.2./28.2. | Club Aurora             | 1:7             | Botafogo FR         | 1:1 (0:1) | 0:6 (0:3) |
| 21.2./28.2. | Club Nacional           | 4:0             | Atlético Nacional   | 1:0 (0:0) | 3:0 (1:0) |
| 22.2./29.2. | CD Godoy Cruz           | 0:1             | CSD Colo-Colo       | 0:1 (0:0) | 0:0       |
| 22.2./29.2. | Sportivo Trinidense     | 2:1             | CD El Nacional      | 1:1 (1:0) | 1:0 (0:0) |

### 3. Qualifikationsrunde
Die zweite Qualifikationsrunde fand vom 5. bis 14. März 2024 statt.
| Datum      |                     | Gesamt          |                     | Hinspiel  | Rückspiel |
| ---------- | ------------------- | --------------- | ------------------- | --------- | --------- |
| 5.3./12.3. | Club Nacional       | 3:3 (1:3 i. E.) | CD Palestino        | 0:2 (0:0) | 3:1 (1:0) |
| 6.3./13.3. | Botafogo FR         | 3:2             | Red Bull Bragantino | 2:1 (1:1) | 1:1 (0:0) |
| 6.3./13.3. | Sportivo Trinidense | 2:3             | CSD Colo-Colo       | 1:1 (1:0) | 1:2 (1:2) |
| 7.3./14.3. | Club Always Ready   | 3:3 (4:5 i. E.) | Nacional Montevideo | 1:0 (1:0) | 1:2 (1:1) |

## Gruppenphase

### Auslosung
Für die Gruppenphase wurden die 32 Teams entsprechend ihres Platzes in der Rangliste des CONMEBOL auf vier Lostöpfe verteilt. In jeden Topf kamen acht Klubs. Teams aus demselben Verband konnten nicht in dieselbe Gruppe gezogen werden, mit Ausnahme der Sieger der dritten Qualifikationsrunde, die Topf 4 zugewiesen wurden. Wie in der zweiten Qualifikationsrunde konnten diese Qualifikanten in der Gruppenphase auf Klubs ihres Verbandes treffen. Die Auslosung fand am 18. März 2024 statt.
Fluminense FC wurde als Titelverteidiger in Lostopf 1 gesetzt und LDU Quito als Sieger der Copa Sudamericana 2023 normalerweise in Lostopf 2. Aufgrund der besseren Platzierung in der Rangliste des CONMEBOL kam Quito aber in Topf 1.
Die zwei Gruppenbesten zogen ins Achtelfinale ein. Die Gruppendritten qualifizierten sich für das Achtelfinale der Copa Sudamericana 2024.
| Topf 1 | Topf 2 | Topf 3 | Topf 4 |
| Fluminense FC (12) SE Palmeiras (1) River Plate (2) CR Flamengo (4) Grêmio FBPA (7) Peñarol Montevideo (8) FC São Paulo (9) LDU Quito (12) | Atlético Mineiro (14) Independiente (16) Club Libertad (17) Cerro Porteño (19) Estudiantes (23) Barcelona (24) Club Bolívar (27) Atlético Junior (31) | San Lorenzo (32) The Strongest (38) Universitario (42) Deportivo Táchira FC (47) Rosario Central (50) Alianza Lima (52) Millonarios FC (54) Talleres (58) | FC Caracas (59) Liverpool Montevideo (103) CD Huachipato (105) CD Cobresal (154) Q-3 Botafogo FR (49) Q-3 CD Palestino (62) Q-3 Nacional Montevideo (5) Q-3 CSD Colo-Colo (26) |

### Gruppe A
| Pl. | Verein             | Sp. | S | U | N | Tore    | Diff. | Punkte |
| --- | ------------------ | --- | - | - | - | ------- | ----- | ------ |
| 1.  | Fluminense FC (M)  | 6   | 4 | 2 | 0 | 009:500 | +4    | 14     |
| 2.  | CSD Colo-Colo      | 6   | 1 | 3 | 2 | 004:500 | −1    | 06     |
| 3.  | Club Cerro Porteño | 6   | 1 | 3 | 2 | 004:500 | −1    | 06     |
| 4.  | Alianza Lima       | 6   | 0 | 4 | 2 | 005:700 | −2    | 04     |

| (M) | Meister des Vorjahres |

| Spiel       | Datum     | Stadion                      | Heimmannschaft     | Ergebnis  | Gastmannschaft     |
| ----------- | --------- | ---------------------------- | ------------------ | --------- | ------------------ |
| 1. Spieltag | 3. April  | Estadio Monumental           | CSD Colo-Colo      | 1:0 (0:0) | Club Cerro Porteño |
| 1. Spieltag | 3. April  | Estadio Alejandro Villanueva | Alianza Lima       | 1:1 (1:0) | Fluminense FC      |
| 2. Spieltag | 9. April  | Maracanã                     | Fluminense FC      | 2:1 (1:1) | CSD Colo-Colo      |
| 2. Spieltag | 10. April | Estadio General Pablo Rojas  | Club Cerro Porteño | 1:0 (0:0) | Alianza Lima       |
| 3. Spieltag | 23. April | Estadio Monumental           | CSD Colo-Colo      | 0:0       | Alianza Lima       |
| 3. Spieltag | 25. April | Estadio General Pablo Rojas  | Club Cerro Porteño | 0:0       | Fluminense FC      |
| 4. Spieltag | 8. Mai    | Estadio Alejandro Villanueva | Alianza Lima       | 1:1 (0:1) | Club Cerro Porteño |
| 4. Spieltag | 9. Mai    | Estadio Monumental           | CSD Colo-Colo      | 0:1 (0:0) | Fluminense FC      |
| 5. Spieltag | 15. Mai   | Estadio Alejandro Villanueva | Alianza Lima       | 1:1 (1:0) | CSD Colo-Colo      |
| 5. Spieltag | 16. Mai   | Maracanã                     | Fluminense FC      | 2:1 (1:1) | Club Cerro Porteño |
| 6. Spieltag | 29. Mai   | Maracanã                     | Fluminense FC      | 3:2 (0:1) | Alianza Lima       |
| 6. Spieltag | 29. Mai   | Estadio General Pablo Rojas  | Club Cerro Porteño | 1:1 (1:1) | CSD Colo-Colo      |

### Gruppe B
| Pl. | Verein                  | Sp. | S | U | N | Tore    | Diff. | Punkte |
| --- | ----------------------- | --- | - | - | - | ------- | ----- | ------ |
| 1.  | FC São Paulo            | 6   | 4 | 1 | 1 | 010:300 | +7    | 13     |
| 2.  | Club Atlético Talleres  | 6   | 4 | 1 | 1 | 010:600 | +4    | 13     |
| 3.  | Barcelona Sporting Club | 6   | 1 | 3 | 2 | 006:900 | −3    | 06     |
| 4.  | CD Cobresal             | 6   | 0 | 1 | 5 | 003:110 | −8    | 01     |

| Spiel       | Datum     | Stadion                     | Heimmannschaft | Ergebnis  | Gastmannschaft |
| ----------- | --------- | --------------------------- | -------------- | --------- | -------------- |
| 1. Spieltag | 2. April  | Estadio Zorros del Desierto | CD Cobresal    | 1:1 (0:0) | Barcelona SC   |
| 1. Spieltag | 4. April  | Estadio Kempes              | CA Talleres    | 2:1 (1:0) | FC São Paulo   |
| 2. Spieltag | 10. April | El Monumental               | Barcelona SC   | 2:2 (1:1) | CA Talleres    |
| 2. Spieltag | 10. April | Estádio do Morumbi          | FC São Paulo   | 2:0 (0:0) | CD Cobresal    |
| 3. Spieltag | 25. April | El Monumental               | Barcelona SC   | 0:2 (0:1) | FC São Paulo   |
| 3. Spieltag | 25. April | Estadio Zorros del Desierto | CD Cobresal    | 0:2 (0:2) | CA Talleres    |
| 4. Spieltag | 8. Mai    | Estadio Kempes              | CA Talleres    | 3:1 (2:0) | Barcelona SC   |
| 4. Spieltag | 8. Mai    | Estadio Zorros del Desierto | CD Cobresal    | 1:3 (1:1) | FC São Paulo   |
| 5. Spieltag | 14. Mai   | Estadio Kempes              | CA Talleres    | 1:0 (0:0) | CD Cobresal    |
| 5. Spieltag | 16. Mai   | Estádio do Morumbi          | FC São Paulo   | 0:0       | Barcelona SC   |
| 6. Spieltag | 29. Mai   | Estádio do Morumbi          | FC São Paulo   | 2:0 (1:0) | CA Talleres    |
| 6. Spieltag | 29. Mai   | El Monumental               | Barcelona SC   | 2:1 (2:0) | CD Cobresal    |

### Gruppe C
| Pl. | Verein                  | Sp. | S | U | N | Tore    | Diff. | Punkte |
| --- | ----------------------- | --- | - | - | - | ------- | ----- | ------ |
| 1.  | Club The Strongest      | 6   | 3 | 1 | 2 | 008:600 | +2    | 10     |
| 2.  | Grêmio FBPA             | 6   | 3 | 1 | 2 | 007:500 | +2    | 10     |
| 3.  | CD Huachipato           | 6   | 2 | 2 | 2 | 007:900 | −2    | 08     |
| 4.  | Estudiantes de La Plata | 6   | 1 | 2 | 3 | 007:900 | −2    | 05     |

| Spiel       | Datum       | Stadion                      | Heimmannschaft | Ergebnis  | Gastmannschaft |
| ----------- | ----------- | ---------------------------- | -------------- | --------- | -------------- |
| 1. Spieltag | 2. April    | Estadio Hernando Siles       | The Strongest  | 2:0 (1:0) | Grêmio FBPA    |
| 1. Spieltag | 3. April    | Estadio Huachipato-CAP Acero | CD Huachipato  | 1:1 (0:1) | Estudiantes    |
| 2. Spieltag | 9. April    | Estadio Jorge Luis Hirschi   | Estudiantes    | 2:1 (0:1) | The Strongest  |
| 2. Spieltag | 9. April    | Arena do Grêmio              | Grêmio FBPA    | 0:2 (0:2) | CD Huachipato  |
| 3. Spieltag | 23. April   | Estadio Jorge Luis Hirschi   | Estudiantes    | 0:1 (0:0) | Grêmio FBPA    |
| 3. Spieltag | 24. April   | Estadio Huachipato-CAP Acero | CD Huachipato  | 0:0       | The Strongest  |
| 4. Spieltag | 9. Mai      | Estadio Hernando Siles       | The Strongest  | 1:0 (1:0) | Estudiantes    |
| 4. Spieltag | 4. Juni (1) | Estadio Huachipato-CAP Acero | CD Huachipato  | 0:1 (0:1) | Grêmio FBPA    |
| 5. Spieltag | 8. Juni (1) | Couto Pereira                | Grêmio FBPA    | 1:1 (0:0) | Estudiantes    |
| 5. Spieltag | 15. Mai     | Estadio Hernando Siles       | The Strongest  | 4:0 (1:0) | CD Huachipato  |
| 6. Spieltag | 29. Mai     | Couto Pereira                | Grêmio FBPA    | 4:0 (1:0) | The Strongest  |
| 6. Spieltag | 29. Mai     | Estadio Jorge Luis Hirschi   | Estudiantes    | 3:4 (1:2) | CD Huachipato  |

### Gruppe D
| Pl. | Verein                    | Sp. | S | U | N | Tore    | Diff. | Punkte |
| --- | ------------------------- | --- | - | - | - | ------- | ----- | ------ |
| 1.  | Atlético Junior           | 6   | 2 | 4 | 0 | 007:400 | +3    | 10     |
| 2.  | Botafogo FR               | 6   | 3 | 1 | 2 | 007:600 | +1    | 10     |
| 3.  | LDU Quito                 | 6   | 2 | 1 | 3 | 006:600 | ±0    | 07     |
| 4.  | Universitario de Deportes | 6   | 1 | 2 | 3 | 005:900 | −4    | 05     |

| Spiel       | Datum     | Stadion                                | Heimmannschaft  | Ergebnis  | Gastmannschaft  |
| ----------- | --------- | -------------------------------------- | --------------- | --------- | --------------- |
| 1. Spieltag | 2. April  | Estadio Monumental "U"                 | Universitario   | 2:1 (0:1) | LDU Quito       |
| 1. Spieltag | 3. April  | Estádio Olímpico Nilton Santos         | Botafogo FR     | 1:3 (1:3) | Atlético Junior |
| 2. Spieltag | 9. April  | Estadio Metropolitano Roberto Meléndez | Atlético Junior | 1:1 (1:1) | Universitario   |
| 2. Spieltag | 11. April | Estadio Rodrigo Paz Delgado            | LDU Quito       | 1:0 (1:0) | Botafogo FR     |
| 3. Spieltag | 23. April | Estadio Metropolitano Roberto Meléndez | Atlético Junior | 1:1 (1:1) | LDU Quito       |
| 3. Spieltag | 24. April | Estádio Olímpico Nilton Santos         | Botafogo FR     | 3:1 (0:0) | Universitario   |
| 4. Spieltag | 7. Mai    | Estadio Monumental „U“                 | Universitario   | 1:1 (1:1) | Atlético Junior |
| 4. Spieltag | 8. Mai    | Estádio Olímpico Nilton Santos         | Botafogo FR     | 2:1 (1:1) | LDU Quito       |
| 5. Spieltag | 14. Mai   | Estadio Rodrigo Paz Delgado            | LDU Quito       | 0:1 (0:1) | Atlético Junior |
| 5. Spieltag | 16. Mai   | Estadio Monumental „U“                 | Universitario   | 0:1 (0:0) | Botafogo FR     |
| 6. Spieltag | 28. Mai   | Estadio Rodrigo Paz Delgado            | LDU Quito       | 2:0 (1:0) | Universitario   |
| 6. Spieltag | 28. Mai   | Estadio Metropolitano Roberto Meléndez | Atlético Junior | 0:0       | Botafogo FR     |

### Gruppe E
| Pl. | Verein         | Sp. | S | U | N | Tore    | Diff. | Punkte |
| --- | -------------- | --- | - | - | - | ------- | ----- | ------ |
| 1.  | Club Bolívar   | 6   | 4 | 1 | 1 | 013:900 | +4    | 13     |
| 2.  | CR Flamengo    | 6   | 3 | 1 | 2 | 011:400 | +7    | 10     |
| 3.  | CD Palestino   | 6   | 2 | 1 | 3 | 006:110 | −5    | 07     |
| 4.  | Millonarios FC | 6   | 0 | 3 | 3 | 006:120 | −6    | 03     |

| Spiel       | Datum     | Stadion                            | Heimmannschaft | Ergebnis  | Gastmannschaft |
| ----------- | --------- | ---------------------------------- | -------------- | --------- | -------------- |
| 1. Spieltag | 2. April  | Estadio Nemesio Camacho            | Millonarios FC | 1:1 (0:0) | CR Flamengo    |
| 1. Spieltag | 4. April  | Estadio El Teniente                | CD Palestino   | 0:4 (0:2) | Club Bolívar   |
| 2. Spieltag | 10. April | Maracanã                           | CR Flamengo    | 2:0 (1:0) | CD Palestino   |
| 2. Spieltag | 11. April | Estadio Hernando Siles             | Club Bolívar   | 3:2 (3:1) | Millonarios FC |
| 3. Spieltag | 24. April | Estadio Hernando Siles             | Club Bolívar   | 2:1 (1:1) | CR Flamengo    |
| 3. Spieltag | 25. April | Estadio Francisco Sánchez Rumoroso | CD Palestino   | 3:1 (2:1) | Millonarios FC |
| 4. Spieltag | 7. Mai    | Estadio Francisco Sánchez Rumoroso | CD Palestino   | 1:0 (0:0) | CR Flamengo    |
| 4. Spieltag | 8. Mai    | Estadio Nemesio Camacho            | Millonarios FC | 1:1 (1:0) | Club Bolívar   |
| 5. Spieltag | 14. Mai   | Estadio Nemesio Camacho            | Millonarios FC | 1:1 (1:0) | CD Palestino   |
| 5. Spieltag | 16. Mai   | Maracanã                           | CR Flamengo    | 4:0 (3:0) | Club Bolívar   |
| 6. Spieltag | 28. Mai   | Maracanã                           | CR Flamengo    | 3:0 (3:0) | Millonarios FC |
| 6. Spieltag | 28. Mai   | Estadio Hernando Siles             | Club Bolívar   | 3:1 (1:0) | CD Palestino   |

### Gruppe F
| Pl. | Verein                  | Sp. | S | U | N | Tore    | Diff. | Punkte |
| --- | ----------------------- | --- | - | - | - | ------- | ----- | ------ |
| 1.  | SE Palmeiras            | 6   | 4 | 2 | 0 | 014:500 | +9    | 14     |
| 2.  | CA San Lorenzo          | 6   | 2 | 2 | 2 | 006:600 | ±0    | 08     |
| 3.  | Independiente del Valle | 6   | 2 | 1 | 3 | 008:900 | −1    | 07     |
| 4.  | Liverpool Montevideo    | 6   | 1 | 1 | 4 | 006:140 | −8    | 04     |

| Spiel       | Datum     | Stadion                 | Heimmannschaft       | Ergebnis  | Gastmannschaft       |
| ----------- | --------- | ----------------------- | -------------------- | --------- | -------------------- |
| 1. Spieltag | 3. April  | Estadio Pedro Bidegain  | CA San Lorenzo       | 1:1 (1:0) | SE Palmeiras         |
| 1. Spieltag | 4. April  | Estadio Centenario      | Liverpool Montevideo | 1:1 (0:1) | Independiente        |
| 2. Spieltag | 10. April | Estadio Banco Guayaquil | Independiente        | 2:0 (2:0) | CA San Lorenzo       |
| 2. Spieltag | 11. April | Allianz Parque          | SE Palmeiras         | 3:1 (1:1) | Liverpool Montevideo |
| 3. Spieltag | 23. April | Estadio Centenario      | Liverpool Montevideo | 1:0 (0:0) | CA San Lorenzo       |
| 3. Spieltag | 24. April | Estadio Banco Guayaquil | Independiente        | 2:3 (2:1) | SE Palmeiras         |
| 4. Spieltag | 9. Mai    | Estadio Pedro Bidegain  | CA San Lorenzo       | 2:0 (2:0) | Independiente        |
| 4. Spieltag | 9. Mai    | Estadio Centenario      | Liverpool Montevideo | 0:5 (0:1) | SE Palmeiras         |
| 5. Spieltag | 15. Mai   | Allianz Parque          | SE Palmeiras         | 2:1 (2:0) | Independiente        |
| 5. Spieltag | 16. Mai   | Estadio Pedro Bidegain  | CA San Lorenzo       | 3:2 (2:1) | Liverpool Montevideo |
| 6. Spieltag | 30. Mai   | Allianz Parque          | SE Palmeiras         | 0:0       | CA San Lorenzo       |
| 6. Spieltag | 30. Mai   | Estadio Banco Guayaquil | Independiente        | 2:1 (1:1) | Liverpool Montevideo |

### Gruppe G
| Pl. | Verein             | Sp. | S | U | N | Tore    | Diff. | Punkte |
| --- | ------------------ | --- | - | - | - | ------- | ----- | ------ |
| 1.  | Atlético Mineiro   | 6   | 5 | 0 | 1 | 014:600 | +8    | 15     |
| 2.  | Peñarol Montevideo | 6   | 4 | 0 | 2 | 012:500 | +7    | 12     |
| 3.  | Rosario Central    | 6   | 2 | 1 | 3 | 008:700 | +1    | 07     |
| 4.  | FC Caracas         | 6   | 0 | 1 | 5 | 003:190 | −16   | 01     |

| Spiel       | Datum     | Stadion                     | Heimmannschaft     | Ergebnis  | Gastmannschaft     |
| ----------- | --------- | --------------------------- | ------------------ | --------- | ------------------ |
| 1. Spieltag | 4. April  | Estadio Gigante de Arroyito | Rosario Central    | 1:0 (1:0) | Peñarol Montevideo |
| 1. Spieltag | 4. April  | Estadio Olímpico de la UCV  | FC Caracas         | 1:4 (0:3) | Atlético Mineiro   |
| 2. Spieltag | 10. April | Arena MRV                   | Atlético Mineiro   | 2:1 (1:0) | Rosario Central    |
| 2. Spieltag | 10. April | Estadio Campeón del Siglo   | Peñarol Montevideo | 5:0 (4:0) | FC Caracas         |
| 3. Spieltag | 23. April | Arena MRV                   | Atlético Mineiro   | 3:2 (2:0) | Peñarol Montevideo |
| 3. Spieltag | 23. April | Estadio Olímpico de la UCV  | FC Caracas         | 1:1 (1:0) | Rosario Central    |
| 4. Spieltag | 7. Mai    | Estadio Gigante de Arroyito | Rosario Central    | 0:1 (0:0) | Atlético Mineiro   |
| 4. Spieltag | 7. Mai    | Estadio Olímpico de la UCV  | FC Caracas         | 0:1 (0:1) | Peñarol Montevideo |
| 5. Spieltag | 14. Mai   | Estadio Campeón del Siglo   | Peñarol Montevideo | 2:0 (0:0) | Atlético Mineiro   |
| 5. Spieltag | 16. Mai   | Estadio Gigante de Arroyito | Rosario Central    | 4:1 (2:0) | FC Caracas         |
| 6. Spieltag | 28. Mai   | Estadio Campeón del Siglo   | Peñarol Montevideo | 2:1 (1:0) | Rosario Central    |
| 6. Spieltag | 28. Mai   | Arena MRV                   | Atlético Mineiro   | 4:0 (2:0) | FC Caracas         |

### Gruppe H
| Pl. | Verein               | Sp. | S | U | N | Tore    | Diff. | Punkte |
| --- | -------------------- | --- | - | - | - | ------- | ----- | ------ |
| 1.  | River Plate          | 6   | 5 | 1 | 0 | 012:300 | +9    | 16     |
| 2.  | Nacional Montevideo  | 6   | 3 | 1 | 2 | 008:700 | +1    | 10     |
| 3.  | Club Libertad        | 6   | 2 | 1 | 3 | 007:800 | −1    | 07     |
| 4.  | Deportivo Táchira FC | 6   | 0 | 1 | 5 | 002:110 | −9    | 01     |

| Spiel       | Datum     | Stadion                      | Heimmannschaft      | Ergebnis  | Gastmannschaft      |
| ----------- | --------- | ---------------------------- | ------------------- | --------- | ------------------- |
| 1. Spieltag | 2. April  | Estadio Pueblo Nuevo         | Táchira FC          | 0:2 (0:0) | River Plate         |
| 1. Spieltag | 3. April  | Estadio Gran Parque Central  | Nacional Montevideo | 2:0 (1:0) | Club Libertad       |
| 2. Spieltag | 9. April  | Estadio Dr. Nicolás Leoz     | Club Libertad       | 3:0 (2:0) | Táchira FC          |
| 2. Spieltag | 11. April | El Monumental                | River Plate         | 2:0 (1:0) | Nacional Montevideo |
| 3. Spieltag | 24. April | Estadio Defensores del Chaco | Club Libertad       | 1:2 (1:1) | River Plate         |
| 3. Spieltag | 24. April | Estadio Gran Parque Central  | Nacional Montevideo | 2:1 (2:1) | Táchira FC Central  |
| 4. Spieltag | 7. Mai    | Estadio Pueblo Nuevo         | Táchira FC          | 1:1 (1:0) | Club Libertad       |
| 4. Spieltag | 7. Mai    | Estadio Gran Parque Central  | Nacional Montevideo | 2:2 (0:2) | River Plate         |
| 5. Spieltag | 14. Mai   | El Monumental                | River Plate         | 2:0 (1:0) | Club Libertad       |
| 5. Spieltag | 15. Mai   | Estadio Pueblo Nuevo         | Táchira FC          | 0:1 (0:0) | Nacional Montevideo |
| 6. Spieltag | 30. Mai   | El Monumental                | River Plate         | 2:0 (0:0) | Táchira FC          |
| 6. Spieltag | 30. Mai   | Estadio Dr. Nicolás Leoz     | Club Libertad       | 2:1 (2:1) | Nacional Montevideo |

## Finalrunde
Für das Achtelfinale qualifizierten sich jeweils der Erste und Zweite jeder Gruppe. Zur Ermittlung der weiteren Paarungen ab dem Achtelfinale wurden zwei Lostöpfe gebildet. Die Gruppensieger kamen in einen Topf, alle Gruppenzweiten in einen weiteren.
Die nachstehende Übersicht gibt die Tabelle der Erst- und Zweitplatzierten der Gruppenphase an. Bei Gleichheit in der Punkt- und Tordifferenz kam als nächstes Kriterium die Anzahl der erzielten Tore zum Tragen.
Auslosung der Paarungen fand am 3. Juni 2024 statt.
| Gruppe | Topf A Gruppenerste | Punkte | Tore | Topf B Gruppenzweite   | Punkte | Tore |
| ------ | ------------------- | ------ | ---- | ---------------------- | ------ | ---- |
| A      | Fluminense FC       | 14     | +4   | CSD Colo-Colo          | 06     | −1   |
| B      | FC São Paulo        | 13     | +7   | Club Atlético Talleres | 13     | +4   |
| C      | Club The Strongest  | 10     | +2   | Grêmio FBPA            | 10     | +2   |
| D      | Atlético Junior     | 10     | +3   | Botafogo FR            | 10     | +1   |
| E      | Club Bolívar        | 13     | +4   | CR Flamengo            | 10     | +7   |
| F      | SE Palmeiras        | 14     | +9   | CA San Lorenzo         | 8      | ±0   |
| G      | Atlético Mineiro    | 15     | +8   | Peñarol Montevideo     | 12     | +7   |
| H      | River Plate         | 16     | +9   | Nacional Montevideo    | 10     | +1   |

### Turnierplan
|  | Achtelfinale     | Achtelfinale | Achtelfinale |                  |   | Viertelfinale | Viertelfinale | Viertelfinale |  |  | Halbfinale | Halbfinale | Halbfinale |  |  | Finale | Finale |  |
|  |                  |              |              |                  |   |               |               |               |  |  |            |            |            |  |  |        |        |  |
|  | San Lorenzo      | 1            | 0            |                  |   |               |               |               |  |  |            |            |            |  |  |        |        |  |
|  | Atlético Mineiro | 1            | 1            |                  |   |               |               |               |  |  |            |            |            |  |  |        |        |  |
|  | Atlético Mineiro | 1            | 1            | Atlético Mineiro | 0 | 2             |               |               |  |  |            |            |            |  |  |        |        |  |
|  |                  |              |              | Atlético Mineiro | 0 | 2             |               |               |  |  |            |            |            |  |  |        |        |  |
|  |                  | Fluminense   | 1            | 0                |   |               |               |               |  |  |            |            |            |  |  |        |        |  |
|  | Grêmio           | Fluminense   | 1            | 0                | 2 | 1 (3)         |               |               |  |  |            |            |            |  |  |        |        |  |
|  | Grêmio           |              |              |                  | 2 | 1 (3)         |               |               |  |  |            |            |            |  |  |        |        |  |
|  | Fluminense       | 1            | 2 (4)        |                  |   |               |               |               |  |  |            |            |            |  |  |        |        |  |
|  | Fluminense       | 1            | 2 (4)        | Atlético Mineiro | 3 | 0             |               |               |  |  |            |            |            |  |  |        |        |  |
|  |                  |              |              |                  |   |               |               |               |  |  |            |            |            |  |  |        |        |  |
|  |                  | River Plate  | 0            | 0                |   |               |               |               |  |  |            |            |            |  |  |        |        |  |
|  | Colo-Colo        | River Plate  | 0            | 0                | 1 | 2             |               |               |  |  |            |            |            |  |  |        |        |  |
|  | Colo-Colo        |              |              |                  | 1 | 2             |               |               |  |  |            |            |            |  |  |        |        |  |
|  | Atlético Junior  | 0            | 1            |                  |   |               |               |               |  |  |            |            |            |  |  |        |        |  |
|  | Atlético Junior  | 0            | 1            | Colo-Colo        | 1 | 0             |               |               |  |  |            |            |            |  |  |        |        |  |
|  |                  |              |              | Colo-Colo        | 1 | 0             |               |               |  |  |            |            |            |  |  |        |        |  |
|  |                  | River Plate  | 1            | 1                |   |               |               |               |  |  |            |            |            |  |  |        |        |  |
|  | Talleres         | River Plate  | 1            | 1                | 0 | 1             |               |               |  |  |            |            |            |  |  |        |        |  |
|  | Talleres         |              |              |                  | 0 | 1             |               |               |  |  |            |            |            |  |  |        |        |  |
|  | River Plate      | 1            | 2            |                  |   |               |               |               |  |  |            |            |            |  |  |        |        |  |
|  | River Plate      | 1            | 2            | Atlético Mineiro | 1 |               |               |               |  |  |            |            |            |  |  |        |        |  |
|  |                  |              |              |                  |   |               |               |               |  |  |            |            |            |  |  |        |        |  |
|  |                  | Botafogo     | 3            |                  |   |               |               |               |  |  |            |            |            |  |  |        |        |  |
|  | Nacional         | Botafogo     | 3            | 0                | 0 |               |               |               |  |  |            |            |            |  |  |        |        |  |
|  | Nacional         |              |              |                  | 0 |               |               |               |  |  |            |            |            |  |  |        |        |  |
|  | São Paulo        | 0            | 2            |                  |   |               |               |               |  |  |            |            |            |  |  |        |        |  |
|  | São Paulo        | 0            | 2            | São Paulo        | 0 | 1 (4)         |               |               |  |  |            |            |            |  |  |        |        |  |
|  |                  |              |              | São Paulo        | 0 | 1 (4)         |               |               |  |  |            |            |            |  |  |        |        |  |
|  |                  | Botafogo     | 0            | 1 (5)            |   |               |               |               |  |  |            |            |            |  |  |        |        |  |
|  | Botafogo         | Botafogo     | 0            | 1 (5)            | 2 | 2             |               |               |  |  |            |            |            |  |  |        |        |  |
|  | Botafogo         |              |              |                  | 2 | 2             |               |               |  |  |            |            |            |  |  |        |        |  |
|  | Palmeiras        | 1            | 2            |                  |   |               |               |               |  |  |            |            |            |  |  |        |        |  |
|  | Palmeiras        | 1            | 2            | Botafogo         | 5 | 1             |               |               |  |  |            |            |            |  |  |        |        |  |
|  |                  |              |              |                  |   |               |               |               |  |  |            |            |            |  |  |        |        |  |
|  |                  | Peñarol      | 0            | 3                |   |               |               |               |  |  |            |            |            |  |  |        |        |  |
|  | Flamengo         | Peñarol      | 0            | 3                | 2 | 0             |               |               |  |  |            |            |            |  |  |        |        |  |
|  | Flamengo         |              |              |                  | 2 | 0             |               |               |  |  |            |            |            |  |  |        |        |  |
|  | Club Bolívar     | 0            | 1            |                  |   |               |               |               |  |  |            |            |            |  |  |        |        |  |
|  | Club Bolívar     | 0            | 1            | Flamengo         | 0 | 0             |               |               |  |  |            |            |            |  |  |        |        |  |
|  |                  |              |              | Flamengo         | 0 | 0             |               |               |  |  |            |            |            |  |  |        |        |  |
|  |                  | Peñarol      | 1            | 0                |   |               |               |               |  |  |            |            |            |  |  |        |        |  |
|  | Peñarol          | Peñarol      | 1            | 0                | 4 | 0             |               |               |  |  |            |            |            |  |  |        |        |  |
|  | Peñarol          |              |              |                  | 4 | 0             |               |               |  |  |            |            |            |  |  |        |        |  |
|  | The Strongest    | 0            | 1            |                  |   |               |               |               |  |  |            |            |            |  |  |        |        |  |

### Achtelfinale
Die Termine für Spiele wurden am 12. Juni 2024 bekannt gegeben.
| Datum     |                        | Gesamt          |                    | Hinspiel  | Rückspiel |
| --------- | ---------------------- | --------------- | ------------------ | --------- | --------- |
| 13./20.8. | CA San Lorenzo         | 1:2             | Atlético Mineiro   | 1:1 (1:0) | 0:1 (0:0) |
| 13./20.8. | Grêmio FBPA            | 3:3 (3:4 i. E.) | Fluminense FC      | 2:1 (0:0) | 1:2 (0:2) |
| 13./20.8. | CSD Colo-Colo          | 3:1             | Atlético Junior    | 1:0 (0:0) | 2:1 (1:1) |
| 14./21.8. | Club Atlético Talleres | 1:3             | River Plate        | 0:1 (0:0) | 1:2 (0:1) |
| 14./21.8. | Botafogo FR            | 4:3             | SE Palmeiras       | 2:1 (2:1) | 2:2 (0:0) |
| 14./21.8. | Peñarol Montevideo     | 4:1             | Club The Strongest | 4:0 (3:0) | 0:1 (0:1) |
| 15./22.8. | Nacional Montevideo    | 0:2             | FC São Paulo       | 0:0       | 0:2 (0:1) |
| 15./22.8. | CR Flamengo            | 2:1             | Club Bolívar       | 2:0 (1:0) | 0:1 (0:0) |

### Viertelfinale
| Datum     |               | Gesamt          |                    | Hinspiel  | Rückspiel |
| --------- | ------------- | --------------- | ------------------ | --------- | --------- |
| 17./24.9. | CSD Colo-Colo | 1:2             | River Plate        | 1:1 (0:1) | 0:1 (0:1) |
| 18./25.9. | Fluminense FC | 1:2             | Atlético Mineiro   | 1:0 (0:0) | 0:2 (0:0) |
| 18./25.9. | Botafogo FR   | 1:1 (5:4 i. E.) | FC São Paulo       | 0:0       | 1:1 (0:0) |
| 19./26.9. | CR Flamengo   | 0:1             | Peñarol Montevideo | 0:1 (0:1) | 0:0       |

### Halbfinale
| Datum      |                  | Gesamt |                    | Hinspiel  | Rückspiel |
| ---------- | ---------------- | ------ | ------------------ | --------- | --------- |
| 22./29.10. | Atlético Mineiro | 3:0    | River Plate        | 3:0 (1:0) | 0:0       |
| 23./30.10. | Botafogo FR      | 6:3    | Peñarol Montevideo | 5:0 (0:0) | 1:3 (0:1) |

### Finale
| Atlético Mineiro                                                        | Atlético Mineiro | Botafogo FR | Botafogo FR | Aufstellung                                    |
| ----------------------------------------------------------------------- | --- | --- | ----------- | ---------------------------------------------- |
| Atlético Mineiro                                                        | \| 30. November 2024 in Buenos Aires, Argentinien (Estadio Mâs Monumental) \| \| Ergebnis: 1:3 (0:2) \| \| Schiedsrichter: Facundo Tello ( Argentinien)[8] \| \| Spielbericht \| | \| 30. November 2024 in Buenos Aires, Argentinien (Estadio Mâs Monumental) \| \| Ergebnis: 1:3 (0:2) \| \| Schiedsrichter: Facundo Tello ( Argentinien)[8] \| \| Spielbericht \| | Botafogo FR | Aufstellung Atlético Mineiro gegen Botafogo FR |
| Atlético Mineiro                                                        | 22 Everson – 2 Lyanco 46., 21 Rodrigo Battaglia, 8 Júnior Alonso – 6 Gustavo Scarpa 46., 18 Fausto Vera 46., 23 Alan Franco, 13 Guilherme Arana – 7 Hulk , 10 Paulinho, 9 Deyverson 76. Reserve 31 Matheus Mendes, 3 Bruno Fuchs, 16 Igor Rabello, 25 Mariano 46., 26 Renzo Saravia, 44 Rubens, 5 Otávio, 17 Igor Gomes, 20 Bernard 46., 45 Alisson Santana, 11 Eduardo Vargas 46., 14 Alan Kardec 76. Cheftrainer: Gabriel Milito ( Argentinien) | 12 John Victor – 22 Vitinho, 34 Adryelson, 20 Alexander Barboza, 13 Alex Telles 46. – 26 Gregore, 10 Jefferson Savarino 58., 17 Marlon Freitas – 7 Luiz Henrique 79., 99 Igor Jesus 90+3., 18 Thiago Almada 80. Reserve 1 Roberto Júnior Fernández, 4 Lucas Halter, 21 Fernando Marçal 58., 66 Cuiabano, 5 Danilo 58., 6 Tchê Tchê, 28 Allan 90+3., 33 Carlos Eduardo, 70 Óscar Romero, 9 Tiquinho Soares, 11 Júnior Santos 80., 37 Matheus Martins 79. Cheftrainer: Artur Jorge ( Portugal) | Botafogo FR | Aufstellung Atlético Mineiro gegen Botafogo FR |
| Atlético Mineiro                                                        | 1:2 Vargas (46.) | 0:1 Luiz Henrique (35.) 0:2 Telles (44., SS) 1:3 Santos (90.+7') | Botafogo FR | Aufstellung Atlético Mineiro gegen Botafogo FR |
| Atlético Mineiro                                                        | Battaglia (30.), Lyanco (45.+1'), Vera (45.+2'), Hulk (90.+2') | Telles (45.+3'), Almada (79.), Vitinho (90.+4'), Santos (90.+9') | Botafogo FR | Aufstellung Atlético Mineiro gegen Botafogo FR |
| Atlético Mineiro                                                        | Gregore (2.) | | Botafogo FR | Aufstellung Atlético Mineiro gegen Botafogo FR |
| Atlético Mineiro                                                        | Spieler des Spiels: Luiz Henrique | | Botafogo FR | Aufstellung Atlético Mineiro gegen Botafogo FR |
| 30. November 2024 in Buenos Aires, Argentinien (Estadio Mâs Monumental) | | |             |                                                |
| Ergebnis: 1:3 (0:2)                                                     | | |             |                                                |
| Schiedsrichter: Facundo Tello ( Argentinien)                            | | |             |                                                |
| Spielbericht                                                            | | |             |                                                |

## Beste Torschützen
| Rang | Spieler             | Klub               | Tore |
| ---- | ------------------- | ------------------ | ---- |
| 1    | Júnior Santos       | Botafogo FR        | 10   |
| 2    | Paulinho            | Atlético Mineiro   | 7    |
| 3    | Miguel Borja        | River Plate        | 6    |
|      | Maximiliano Silvera | Peñarol Montevideo | 6    |
| 5    | Jonathan Calleri    | FC São Paulo       | 5    |
|      | Chico               | Club Bolívar       | 5    |
|      | Pedro               | CR Flamengo        | 5    |
| 8    | Carlos Bacca        | Atlético Junior    | 4    |
|      | Martín Cauteruccio  | Sporting Cristal   | 4    |
|      | Deyverson           | Atlético Mineiro   | 4    |
|      | Diego Duarte        | Club Nacional      | 4    |
|      | Agustín Módica      | Rosario Central    | 4    |
|      | Luis Henrique       | Botafogo FR        | 4    |
|      | Jefferson Savarino  | Botafogo FR        | 4    |
|      | Bruno Sávio         | Club Bolívar       | 4    |

## Preisgelder
Für den Finalsieg erhielt Botafogo ein Preisgeld von 23 Millionen Dollar. Im Vorjahr betrug das Preisgeld 18 Millionen. Damit übertrifft es das der UEFA Champions League 2023/24 um drei Millionen. Der Zweitplatzierte Atlético Mineiro erhielt sieben Millionen Dollar. Hinzu kamen die Prämien, welche im Zuge des Turniers angesammelt werden können. So gab es für einen Sieg in der Gruppenphase 330.000 Dollar (Vorjahr 300.000).